# 埃爾特哈爾 (奇馬爾特南戈省)
埃爾特哈爾（西班牙語：El Tejar）是危地馬拉的城鎮，由奇馬爾特南戈省負責管轄，位於該國南部，面積144平方公里，海拔高度1,775米，該鎮出產品質良好的磚塊，2002年人口13,823。
14°39′N 90°48′W / 14.650°N 90.800°W